# 特捜戦隊デカレンジャーVSアバレンジャー
- スーパー戦隊シリーズ
  - 特捜戦隊デカレンジャー > 特捜戦隊デカレンジャーVSアバレンジャー
  - 爆竜戦隊アバレンジャー > 特捜戦隊デカレンジャーVSアバレンジャー

『特捜戦隊デカレンジャーVSアバレンジャー』は、2005年3月21日に発売（発売に先駆け、同年3月11日にレンタル開始）されたオリジナルビデオ作品。『特捜戦隊デカレンジャー』のオリジナルビデオ作品であり、スーパー戦隊VSシリーズの一つ。44分。

## 概要
『特捜戦隊デカレンジャー』と『爆竜戦隊アバレンジャー』のクロスオーバー作品であるスーパー戦隊Vシネマ第11作。監督は両作品を担当した坂本太郎が務めた。坂本は自身が担当することから戦い中心ではなく、楽しい話を志向した。
『アバレンジャー』の本編では死亡したアバレキラー（仲代壬琴）と彼の相棒の爆竜トップゲイラーだが、本作品では怪人サウナギンナンの能力で一時的に復活する形で再登場を果たしている。また2003年8月16日に公開された映画『爆竜戦隊アバレンジャー DELUXE アバレサマーはキンキン中!』で活躍したキラーアバレンオーが再登場するが、本作品に登場する爆竜はパートナー5体のみのため、爆竜ステゴスライドンを除いた4体合体になっている。
悪の組織・邪命体エヴォリアンの幹部たちは全く登場しないが、元ジャンヌだったマホロはエンディングに登場し、黎明の使徒リジェ役の鈴木かすみ、黎明の使徒リジュエル役の小川摩起もウェイトレス役としてカメオ出演している。
『忍風戦隊ハリケンジャー』のハリケンレッドが敵の化けた姿として一瞬だけ登場しており、惑わされたアバレッド（伯亜凌駕）が「鷹介さん！」と呼びかけるという、Vシネマ前作『爆竜戦隊アバレンジャーVSハリケンジャー』での共演を踏まえた場面がある。
エージェント・アブレラがエヴォリアンのトリノイドを知るために、小学館発刊の『爆竜戦隊アバレンジャー超全集』を読むというメタフィクション的な演出がある。
『轟轟戦隊ボウケンジャーVSスーパー戦隊』の「スーパー戦隊住所録」・テツの項の記載では、2004年の10月に起きた出来事として設定されている。
なお、VHSでの発売が最後になった作品である。

## あらすじ
ある日、街で暴れ回っていたアバレンジャーをデカレンジャーは逮捕した。しかし、アバレンジャーは、アリエナイザーギンジフ星人カザックがトリノイド第0号サウナギンナンの封印を奪うのを阻止しようとしていたのだ。
カザックは強力な手下を増やそうと、サウナギンナンの力でかつてデカレンジャーにデリートされたアリエナイザーたちを復活させる。さらに、カザックはアバレンジャーが倒したデズモゾーリャをも復活させようと企む。
事件解決のために、デカレンジャーとアバレンジャーは協力する。

## オリジナルキャラクター
ギンジフ星人カザック
広域宇宙暴力団ビローノファミリーの幹部。ドスのきいた広島弁で喋る。
様々な物に変身する能力を持ち、絨毯や畳といった固定物や、人間にも姿を変えることができる。この能力を用いて、カラスや自動車に変わり、ヌマ・O長官や『忍風戦隊ハリケンジャー』のハリケンレッドにまで姿を変え、デカレンジャーとアバレンジャーを翻弄した。武器は長ドス。
スーペリアダイノボンバーを避けた後、パレットビューに乗り込むが、2大戦隊の合同技であるガトリングドリルスピンでデリートされた。
- デザインは森木靖泰が担当した。デザインモチーフはヘビ。日本のヤクザの親分と海外のマフィアのボスのイメージを折衷しており、頭部の形状は角刈りを意識している。

トリノイド第0号サウナギンナン
サウナ・うなぎ・銀杏を融合させたトリノイド第0号。侵略の園の地下室にあったものをヤツデンワニが保管していたが、カザックによって奪われた。
トリノイド第1号になるはずだったが、あまりの力にミケラが怖れを成して封印されていたという評判とは裏腹にお調子者な性格で名古屋弁を喋る。ギンナン電池により死者を復活させることが可能。サキュバス、ジェニオ、ベン・G、ミリバル、ボンゴブリンを次々と蘇らせていき、邪命神デズモゾーリャも蘇らせようとしたが「一番強いの」を蘇らせようとしたために、アバレキラー（仲代壬琴）と彼の相棒の爆竜トップゲイラーを復活させてしまう。
デカレンジャーのディーバズーカで倒されながらも生命の実より発するジャメーバ菌の雨を浴びることにより再生・巨大化。巨大戦では2大戦隊の合同技であるガトリングドリルスピンで完全に倒された。
- デザインはさとうけいいちが担当した。合成要素はウナギだが、デザインにはヤツメウナギが用いられている。サウナの要素はサウナスーツで表現されている。銀杏をモチーフとしているため、マントはイチョウになっている。
- 脚本ではセリフは関西弁になっていたが、声を担当した篠田薫の提案により名古屋弁となった。

復活アリエナイザー
サウナギンナンの能力によって甦ったアリエナイザーたち。サキュバス、ジェニオ、後半はベン・G、ミリバル、ボンゴブリンの5名が復活する。サキュバス、ジェニオのテロップでは名前の前にいずれも「復活！」が付く。
スペシャルウェイトレス
エピローグにて登場。黎明の使徒リジェと黎明の使徒リジュエルに似たウェイトレスの二人。ヤツデンワニの歌が下手なのを知っていたことから「恐竜や」の従業員であることが分かるが、アバレンジャーたちとの関係は明かされていない。

## 装備・戦力
トリプルガールズかしましキャンティーズアタック
アバレイエローのアバレイザー、デカイエロー&ピンク→ディーショットを同時に放つ。復活したサキュバスを相手に使用。
スーパーカルテットビーム
アバレッドのティラノロッド、アバレブルーのトリケラバンカー、アバレブラックのダイノスラスター、デカイエローのディースティックから同時にビームを放つ。
らんるのド〜ンといってみるタイ！
デカレッド、デカブルー、デカグリーンがアバレイエローを抱え上げ「ド〜ン」の合図で敵に向かって放り投げる。
ダイノスラスターファイヤーインフェルノ・スペシャル・ゴージャスデラックス
アバレブラックのファイヤーインフェルノ、アバレッドのアバレイザー、デカレッドのハイブリッドマグナムを同時に放つ。
ガトリングドリルスピン
スーパーデカレンジャーロボの放つガトリングパンチのパワーを受けてキラーアバレンオーがフライングドリルスピンを放つ必殺技。

怪重機パレットビュー
カザックが乗り込む怪重機。頭にはレーザーが搭載されている。
- デザインは森木靖泰が担当した。ヤクザやマフィアのボスをモチーフとしたカザック配下の存在であることから、ヤクザ用語の鉄砲玉に由来し銃器をモチーフとしている。

## キャスト
- 赤座伴番 / デカレッド - 載寧龍二
- 戸増宝児 / デカブルー - 林剛史
- 江成仙一 / デカグリーン - 伊藤陽佑
- 礼紋茉莉花 / デカイエロー - 木下あゆ美
- 胡堂小梅 / デカピンク - 菊地美香
- 姶良鉄幹 / デカブレイク - 吉田友一
- 伯亜凌駕 / アバレッド - 西興一朗
- 三条幸人 / アバレブルー - 冨田翔
- 樹らんる / アバレイエロー - いとうあいこ
- アスカ / アバレブラック - 阿部薫
- 仲代壬琴 / アバレキラー - 田中幸太朗
- マホロ - 桜井映里
- 今中笑里 - 西島未智
- 伯亜舞 - 坂野真弥
- スペシャルウェイトレス - 鈴木かすみ、小川摩起（友情出演）
- ミコト - 中澤共歩
- サキュバス - 蒲生麻由
- 杉下竜之介 - 奥村公延
- 白鳥スワン - 石野真子

### 声の出演
- ドギー・クルーガー / デカマスター - 稲田徹
- ヤツデンワニ - 津久井教生
- エージェント・アブレラ - 中尾隆聖
- カザック - 大友龍三郎
- サウナギンナン - 篠田薫
- 爆竜ティラノサウルス - 長嶝高士
- 爆竜トリケラトプス - 宮田幸季
- 爆竜プテラノドン - 篠原恵美
- 爆竜ブラキオサウルス - 銀河万丈
- 爆竜トップゲイラー - 緑川光
- ボンゴブリン、アーナロイド - 塩野勝美（ノンクレジット）
- ジェニオ、アーナロイド - 穴井勇輝（ノンクレジット）
- ナレーション - 古川登志夫

### スーツアクター
- 福沢博文
- 今井靖彦
- 三村幸司
- 橋本恵子
- 小島美穂
- 大岩永徳
- ドギー・クルーガー[12] - 日下秀昭
- 岡本美登
- 蜂須賀昭二
- デカレッド（代役）[13] - 大藤直樹
- 岡元次郎
- 大林勝
- 村岡弘之
- 神尾直子
- 大前光範
- 佐藤賢一
- 小野友紀
- アバレッド[14] - 伊藤慎（ノンクレジット）

## スタッフ
- 製作 - テレビ朝日、東映ビデオ、東映、東映エージエンシー
- 原作 - 八手三郎
- 製作統括 - 鈴木武幸
- プロデューサー - シュレック・ヘドウィック（テレビ朝日）塚田英明、土田真通（東映）、加藤和夫（東映ビデオ）、矢田晃一（東映エージエンシー）
- 脚本 - 荒川稔久
- 音楽 - 亀山耕一郎、羽田健太郎with Healthy Wings
- 撮影 - 大沢信吾
- 計測 - 岩崎智之
- 助監督 - 中沢祥次郎、高畑隆史、大峯靖弘、須上和泰、鳥飼久仁
- アクション監督 - 石垣広文（ジャパンアクションエンタープライズ）
- 特撮監督 - 佛田洋
- 監督 - 坂本太郎

## 音楽
エンディングテーマ「ミッドナイト デカレンジャー」
作詞：藤林聖子 / 作曲：高取ヒデアキ / 編曲：亀山耕一郎 / 歌：ささきいさお / コーラス：森の木児童合唱団
エンディングでは、エピローグに挿入される形で使用されている。
挿入歌
いずれもノンクレジット。
「Fight! For the earth!!」
インストゥルメンタル版が使用された。
「特捜戦隊デカレンジャー」
作詞：吉元由美 / 作曲：宮崎歩 / 編曲：京田誠一 / 歌：サイキックラバー
「爆竜戦隊アバレンジャー」
作詞：吉元由美 / 作曲：岩崎貴文 / 編曲：京田誠一 / 歌：遠藤正明
この他、偽ハリケンレッドが登場するシーンで「ハリケンジャー参上!」のイントロが一瞬だけ流れる。

## ロケ地
※映像特典「メイキング」より。
- 神奈川県 横浜市の超高層ビル群
- 神奈川県 三浦市 南下浦町 松輪 剱崎
- 埼玉県 入間市